# 闕文
闕文（?—?），字尉湖，福建永定人，清朝政治人物、進士出身。
乾隆二年（1737年），登進士，授樂陵縣知縣。